# Đội tuyển bóng đá quốc gia Nigeria
Đội tuyển bóng đá quốc gia Nigeria (tiếng Anh: Nigeria national football team), còn có biệt danh là "Những chú siêu đại bàng", là đội tuyển của Liên đoàn bóng đá Nigeria và đại diện cho Nigeria trên bình diện quốc tế.
Trận thi đấu quốc tế đầu tiên của đội tuyển Nigeria là trận gặp đội tuyển Sierra Leone vào năm 1949. Đây là một trong những đội tuyển mạnh và thành công nhất ở châu Phi. Thành tích tốt nhất của đội cho đến nay là lọt vào vòng 2 ở ba kỳ World Cup 1994, World Cup 1998 và World Cup 2014, tấm Huy chương vàng tại Thế vận hội Mùa hè 1996, tấm huy chương vàng tại đại hội Thể thao châu Phi 1973 cùng ba chức vô địch châu lục vào các năm 1980, 1994 và 2013.

## Hình ảnh đội tuyển

### Áo đấu và huy hiệu
Đội tuyển quốc gia Nigeria có truyền thống sử dụng màu xanh lục chủ yếu là màu xanh lá cây trên bộ quần áo chính màu xanh lá cây với đánh số, chữ và điểm nổi bật màu trắng; cùng với các bộ phụ kiện thứ cấp đảo ngược toàn màu trắng, tất cả đều mang biểu tượng của màu cờ Nigeria. Bóng của màu xanh lá cây đã thay đổi trong những năm qua. Màu xanh lá cây rừng, nhuốm màu ô liu thường được ưa chuộng trong suốt những năm 1980 đến đầu những năm 1990, và ngọc bích cũng đã xuất hiện trong mỗi thập kỷ đó; thậm chí harlequin đã được sử dụng. Trong thập kỷ qua, nhóm nghiên cứu dường như đã quyết định xây dựng văn phòng xanh tiêu chuẩn hơn gần giống nhất với bóng râm được sử dụng trên lá cờ. Các đội tuyển quốc gia đầu tiên của Nigeria sử dụng áo đỏ tươi bên ngoài quần đùi và tất trắng cho đến khi quốc gia này sử dụng màu sắc hiện tại sau khi giành độc lập.
Vào ngày 23 tháng 4 năm 2015, Nike được công bố là nhà cung cấp trang phục thi đấu cho Nigeria sau khi Adidas kết thúc hợp đồng trang phục thi đấu của họ với NFF. Trước đó, Nike đã cung cấp bộ quần áo bóng đá cho Nigeria từ năm 1998 đến năm 2003.

#### Nhà tài trợ trang phục
| Nhà tài trợ | Giai đoạn |
| ----------- | --------- |
| Erima       | 1980–1984 |
| Admiral     | 1984–1987 |
| Adidas      | 1988–1994 |
| Nike        | 1994–2004 |
| Adidas      | 2004–2014 |
| Nike        | 2015–nay  |

### Truyền thông
Liên đoàn bóng đá Nigeria hiện có một thỏa thuận tích cực với công ty mẹ của AIT và Ray Power Radio. Trên bình diện quốc tế, các trận đấu thuộc vòng loại của Nigeria và Cúp bóng đá châu Phi thường xuyên được phát sóng ở nước ngoài bởi mạng thể thao quốc tế đa nền tảng, beIN Sports và đài truyền hình Nam Phi SuperSport. Các trận giao hữu quốc tế của Nigeria thường xuyên được lên lịch tại Vương quốc Anh thông qua các nhà tổ chức độc lập được tiếp thị cho lượng lớn kiều bào Nigeria của đất nước.

### Cổ động viên
Mặc dù câu lạc bộ đáng chú ý nhất tại các trận đấu trên sân nhà của Nigeria khi mặc trang phục thêu theo chủ đề màu xanh lá cây đặc trưng cho câu lạc bộ cùng với tóc giả, mũ và kính râm lớn trong khi nhảy, hát, chơi trống và kèn, cũng như mang theo quả pơmu, đồ vật có ý nghĩa văn hóa, bơm hơi bóng bãi biển, và cờ vẫy; họ cũng đã thể hiện sự hiện diện ở nước ngoài để ủng hộ Nigeria trong các trận đấu trên sân khách. Tuy nhiên, những nỗ lực của câu lạc bộ trong việc cải thiện bầu không khí ở các trận đấu trên sân nhà và sân khách của Nigeria đang bị bủa vây bởi các vấn đề kinh phí, tham nhũng và đấu đá nội bộ. Người đứng đầu hiện tại của câu lạc bộ, Tiến sĩ Rafiu Ladipo, đã nhận được nhiều lời chỉ trích từ các thành viên của câu lạc bộ và chịu áp lực từ việc chuyển giao quyền lãnh đạo cho một trong những cấp phó của mình.
Một điểm thường thấy trong các trận đấu trên sân nhà của Nigeria cũng là ban nhạc kèn đồng và bộ gõ của họ, những người thể hiện các bài hát Highlife nổi tiếng mang đến cho các trận đấu trên sân nhà của Nigeria một cảm giác độc đáo. Ở Nigeria, những người biểu diễn này đôi khi dễ thấy với bộ quân phục của họ hoặc họ có thể là thành viên của Câu lạc bộ cổ động viên bóng đá.  Một bài hát phổ biến của những người ủng hộ từ khắp nơi trên đất nước, sau khi bàn thắng được ghi, là "Oshe Baba!", Có nghĩa là "Cảm ơn cha!" ở Yoruba.

## Danh hiệu
- Cúp bóng đá châu Phi: 3

Vô địch: 1980, 1994, 2013
Á quân: 1984; 1988; 1990; 2000; 2023
Hạng ba: 1976; 1978; 1992; 2002; 2004; 2006; 2010; 2019
- Vô địch WAFU Cup: 1

Vô địch: 2010
Á quân: 2011
- Bóng đá nam tại African Games:

 1973
 1978

## Thành tích quốc tế

### Giải bóng đá vô địch thế giới
| Năm           | Kết quả                            | St                                 | T                                  | H                                  | B                                  | Bt                                 | Bb                                 |                          |
| ------------- | ---------------------------------- | ---------------------------------- | ---------------------------------- | ---------------------------------- | ---------------------------------- | ---------------------------------- | ---------------------------------- | ------------------------ |
| 1930 đến 1958 | Không tham dự Là thuộc địa của Anh | Không tham dự Là thuộc địa của Anh | Không tham dự Là thuộc địa của Anh | Không tham dự Là thuộc địa của Anh | Không tham dự Là thuộc địa của Anh | Không tham dự Là thuộc địa của Anh | Không tham dự Là thuộc địa của Anh |                          |
| 1962          | Không vượt qua vòng loại           | Không vượt qua vòng loại           | Không vượt qua vòng loại           | Không vượt qua vòng loại           | Không vượt qua vòng loại           | Không vượt qua vòng loại           | Không vượt qua vòng loại           |                          |
| 1966          | Bỏ cuộc                            | Bỏ cuộc                            | Bỏ cuộc                            | Bỏ cuộc                            | Bỏ cuộc                            | Bỏ cuộc                            | Bỏ cuộc                            |                          |
| 1970 đến 1990 | Không vượt qua vòng loại           | Không vượt qua vòng loại           | Không vượt qua vòng loại           | Không vượt qua vòng loại           | Không vượt qua vòng loại           | Không vượt qua vòng loại           | Không vượt qua vòng loại           |                          |
| 1994          | Vòng 2                             | 4                                  | 2                                  | 0                                  | 2                                  | 7                                  | 4                                  |                          |
| 1998          | Vòng 2                             | 4                                  | 2                                  | 0                                  | 2                                  | 6                                  | 9                                  |                          |
| 2002          | Vòng 1                             | 3                                  | 0                                  | 1                                  | 2                                  | 2                                  | 3                                  |                          |
| 2006          | Không vượt qua vòng loại           | Không vượt qua vòng loại           | Không vượt qua vòng loại           | Không vượt qua vòng loại           | Không vượt qua vòng loại           | Không vượt qua vòng loại           | Không vượt qua vòng loại           |                          |
| 2010          | Vòng 1                             | 3                                  | 0                                  | 1                                  | 2                                  | 3                                  | 5                                  |                          |
| 2014          | Vòng 2                             | 4                                  | 1                                  | 1                                  | 2                                  | 3                                  | 5                                  |                          |
| 2018          | Vòng 1                             | 3                                  | 0                                  | 1                                  | 2                                  | 2                                  | 5                                  |                          |
| 2022          | Không vượt qua vòng loại           | Không vượt qua vòng loại           | Không vượt qua vòng loại           | Không vượt qua vòng loại           | Không vượt qua vòng loại           | Không vượt qua vòng loại           | Không vượt qua vòng loại           | Không vượt qua vòng loại |
| 2026 đến 2034 | Chưa xác định                      | Chưa xác định                      | Chưa xác định                      | Chưa xác định                      | Chưa xác định                      | Chưa xác định                      | Chưa xác định                      | Chưa xác định            |
| Tổng cộng     | 6/22                               | 21                                 | 5                                  | 4                                  | 12                                 | 23                                 | 31                                 |                          |

### Cúp Liên đoàn các châu lục
| Năm           | Kết quả                   | St                        | T                         | H                         | B                         | Bt                        | Bb                        |
| ------------- | ------------------------- | ------------------------- | ------------------------- | ------------------------- | ------------------------- | ------------------------- | ------------------------- |
| 1992          | Không giành quyền tham dự | Không giành quyền tham dự | Không giành quyền tham dự | Không giành quyền tham dự | Không giành quyền tham dự | Không giành quyền tham dự | Không giành quyền tham dự |
| 1995          | Hạng tư                   | 3                         | 1                         | 2                         | 0                         | 4                         | 1                         |
| 1997 đến 2009 | Không giành quyền tham dự | Không giành quyền tham dự | Không giành quyền tham dự | Không giành quyền tham dự | Không giành quyền tham dự | Không giành quyền tham dự | Không giành quyền tham dự |
| 2013          | Vòng 1                    | 3                         | 1                         | 0                         | 2                         | 7                         | 6                         |
| 2017          | Không giành quyền tham dự | Không giành quyền tham dự | Không giành quyền tham dự | Không giành quyền tham dự | Không giành quyền tham dự | Không giành quyền tham dự | Không giành quyền tham dự |
| Tổng cộng     | 2/10 1 lần: Hạng tư       | 6                         | 2                         | 2                         | 2                         | 11                        | 7                         |

### Cúp bóng đá châu Phi
Nigeria là đội tuyển giàu thành tích ở giải đấu khu vực, với 20 lần tham dự vòng chung kết, 7 lần lọt vào chung kết Cúp bóng đá châu Phi, trong đó vô địch 3 lần vào các năm 1980, 1994 và 2013.
| Cúp bóng đá châu Phi          | Cúp bóng đá châu Phi               | Cúp bóng đá châu Phi               | Cúp bóng đá châu Phi               | Cúp bóng đá châu Phi               | Cúp bóng đá châu Phi               | Cúp bóng đá châu Phi               | Cúp bóng đá châu Phi               | Cúp bóng đá châu Phi               | Cúp bóng đá châu Phi          |
| Vô địch: 3 Vòng chung kết: 20 | Vô địch: 3 Vòng chung kết: 20      | Vô địch: 3 Vòng chung kết: 20      | Vô địch: 3 Vòng chung kết: 20      | Vô địch: 3 Vòng chung kết: 20      | Vô địch: 3 Vòng chung kết: 20      | Vô địch: 3 Vòng chung kết: 20      | Vô địch: 3 Vòng chung kết: 20      | Vô địch: 3 Vòng chung kết: 20      | Vô địch: 3 Vòng chung kết: 20 |
| Năm                           | Thành tích                         | Thứ hạng1                          | Số trận                            | Thắng                              | Hòa2                               | Thua                               | Bàn thắng                          | Bàn thua                           |                               |
| ----------------------------- | ---------------------------------- | ---------------------------------- | ---------------------------------- | ---------------------------------- | ---------------------------------- | ---------------------------------- | ---------------------------------- | ---------------------------------- | ----------------------------- |
| 1957 đến 1959                 | Không tham dự là thuộc địa của Anh | Không tham dự là thuộc địa của Anh | Không tham dự là thuộc địa của Anh | Không tham dự là thuộc địa của Anh | Không tham dự là thuộc địa của Anh | Không tham dự là thuộc địa của Anh | Không tham dự là thuộc địa của Anh | Không tham dự là thuộc địa của Anh |                               |
| 1962                          | Bỏ cuộc3                           | Bỏ cuộc3                           | Bỏ cuộc3                           | Bỏ cuộc3                           | Bỏ cuộc3                           | Bỏ cuộc3                           | Bỏ cuộc3                           | Bỏ cuộc3                           |                               |
| 1963                          | Vòng 1                             | 6 / 6                              | 2                                  | 0                                  | 0                                  | 2                                  | 3                                  | 10                                 |                               |
| 1965                          | Không tham dự                      | Không tham dự                      | Không tham dự                      | Không tham dự                      | Không tham dự                      | Không tham dự                      | Không tham dự                      | Không tham dự                      |                               |
| 1968                          | Vòng loại                          | Vòng loại                          | Vòng loại                          | Vòng loại                          | Vòng loại                          | Vòng loại                          | Vòng loại                          | Vòng loại                          |                               |
| 1970                          | Bỏ cuộc                            | Bỏ cuộc                            | Bỏ cuộc                            | Bỏ cuộc                            | Bỏ cuộc                            | Bỏ cuộc                            | Bỏ cuộc                            | Bỏ cuộc                            |                               |
| 1972 đến 1974                 | Vòng loại                          | Vòng loại                          | Vòng loại                          | Vòng loại                          | Vòng loại                          | Vòng loại                          | Vòng loại                          | Vòng loại                          |                               |
| 1976                          | Hạng ba                            | 3 / 8                              | 6                                  | 3                                  | 1                                  | 2                                  | 11                                 | 10                                 |                               |
| 1978                          | Hạng ba                            | 3 / 8                              | 5                                  | 2                                  | 2                                  | 1                                  | 8                                  | 5                                  |                               |
| 1980                          | Vô địch                            | 1 / 8                              | 5                                  | 4                                  | 1                                  | 0                                  | 8                                  | 1                                  |                               |
| 1982                          | Vòng 1                             | 6 / 8                              | 3                                  | 1                                  | 0                                  | 2                                  | 4                                  | 5                                  |                               |
| 1984                          | Á quân                             | 2 / 8                              | 5                                  | 1                                  | 3                                  | 1                                  | 7                                  | 8                                  |                               |
| 1986                          | Vòng loại                          | Vòng loại                          | Vòng loại                          | Vòng loại                          | Vòng loại                          | Vòng loại                          | Vòng loại                          | Vòng loại                          |                               |
| 1988                          | Á quân                             | 2 / 8                              | 5                                  | 1                                  | 3                                  | 1                                  | 5                                  | 3                                  |                               |
| 1990                          | Á quân                             | 2 / 8                              | 5                                  | 3                                  | 0                                  | 2                                  | 5                                  | 6                                  |                               |
| 1992                          | Hạng ba                            | 3 / 12                             | 5                                  | 4                                  | 0                                  | 1                                  | 8                                  | 5                                  |                               |
| 1994                          | Vô địch                            | 1 / 12                             | 5                                  | 3                                  | 2                                  | 0                                  | 9                                  | 3                                  |                               |
| 1996                          | Bỏ cuộc trước vòng chung kết       | Bỏ cuộc trước vòng chung kết       | Bỏ cuộc trước vòng chung kết       | Bỏ cuộc trước vòng chung kết       | Bỏ cuộc trước vòng chung kết       | Bỏ cuộc trước vòng chung kết       | Bỏ cuộc trước vòng chung kết       | Bỏ cuộc trước vòng chung kết       |                               |
| 1998                          | Bị cấm tham dự vì bỏ cuộc năm 1996 | Bị cấm tham dự vì bỏ cuộc năm 1996 | Bị cấm tham dự vì bỏ cuộc năm 1996 | Bị cấm tham dự vì bỏ cuộc năm 1996 | Bị cấm tham dự vì bỏ cuộc năm 1996 | Bị cấm tham dự vì bỏ cuộc năm 1996 | Bị cấm tham dự vì bỏ cuộc năm 1996 | Bị cấm tham dự vì bỏ cuộc năm 1996 |                               |
| 2000                          | Á quân                             | 2 / 16                             | 6                                  | 4                                  | 2                                  | 0                                  | 12                                 | 5                                  |                               |
| 2002                          | Hạng ba                            | 3 / 16                             | 6                                  | 4                                  | 1                                  | 1                                  | 5                                  | 2                                  |                               |
| 2004                          | Hạng ba                            | 3 / 16                             | 6                                  | 4                                  | 1                                  | 1                                  | 11                                 | 5                                  |                               |
| 2006                          | Hạng ba                            | 3 / 16                             | 6                                  | 4                                  | 1                                  | 1                                  | 7                                  | 3                                  |                               |
| 2008                          | Tứ kết                             | 7 / 16                             | 4                                  | 1                                  | 1                                  | 2                                  | 3                                  | 3                                  |                               |
| 2010                          | Hạng ba                            | 3 / 16                             | 6                                  | 3                                  | 1                                  | 2                                  | 6                                  | 4                                  |                               |
| 2012                          | Vòng loại                          | Vòng loại                          | Vòng loại                          | Vòng loại                          | Vòng loại                          | Vòng loại                          | Vòng loại                          | Vòng loại                          |                               |
| 2013                          | Vô địch                            | 1 / 16                             | 6                                  | 4                                  | 2                                  | 0                                  | 11                                 | 4                                  |                               |
| 2015 đến 2017                 | Không vượt qua vòng loại           | Không vượt qua vòng loại           | Không vượt qua vòng loại           | Không vượt qua vòng loại           | Không vượt qua vòng loại           | Không vượt qua vòng loại           | Không vượt qua vòng loại           | Không vượt qua vòng loại           |                               |
| 2019                          | Hạng ba                            | 3 / 24                             | 7                                  | 5                                  | 0                                  | 2                                  | 9                                  | 7                                  |                               |
| 2021                          | Vòng 2                             | 9 / 24                             | 4                                  | 3                                  | 0                                  | 1                                  | 6                                  | 2                                  |                               |
| 2023                          | Á quân                             | 2 / 24                             | 7                                  | 4                                  | 2                                  | 1                                  | 8                                  | 4                                  |                               |
| 2025                          | Chưa xác định                      | Chưa xác định                      | Chưa xác định                      | Chưa xác định                      | Chưa xác định                      | Chưa xác định                      | Chưa xác định                      | Chưa xác định                      |                               |
| 2027                          | Chưa xác định                      | Chưa xác định                      | Chưa xác định                      | Chưa xác định                      | Chưa xác định                      | Chưa xác định                      | Chưa xác định                      | Chưa xác định                      |                               |
| Tổng cộng                     | 3 lần vô địch                      | 3 lần vô địch                      | 104                                | 57                                 | 24                                 | 23                                 | 146                                | 95                                 |                               |

- ^1 Thứ hạng ngoài bốn hạng đầu (không chính thức) dựa trên so sánh thành tích giữa những đội tuyển vào cùng vòng đấu
- ^2 Tính cả những trận hoà ở vòng đấu loại trực tiếp phải giải quyết bằng sút luân lưu
- ^3 Do đặc thù châu Phi, có những lúc tình hình chính trị hoặc kinh tế quốc gia bất ổn nên các đội bóng bỏ cuộc. Những trường hợp không ghi chú thêm là bỏ cuộc ở vòng loại
- ^4 Khung đỏ: Chủ nhà

### Thế vận hội
- (Nội dung thi đấu dành cho cấp đội tuyển quốc gia cho đến kỳ Đại hội năm 1988)

| Năm       | Thành tích                         | Thứ hạng                           | Số trận                            | Thắng                              | Hòa                                | Thua                               | Bàn thắng                          | Bàn thua                           |
| --------- | ---------------------------------- | ---------------------------------- | ---------------------------------- | ---------------------------------- | ---------------------------------- | ---------------------------------- | ---------------------------------- | ---------------------------------- |
| 1900–1956 | Không tham dự là thuộc địa của Anh | Không tham dự là thuộc địa của Anh | Không tham dự là thuộc địa của Anh | Không tham dự là thuộc địa của Anh | Không tham dự là thuộc địa của Anh | Không tham dự là thuộc địa của Anh | Không tham dự là thuộc địa của Anh | Không tham dự là thuộc địa của Anh |
| 1960–1964 | Không vượt qua vòng loại           | Không vượt qua vòng loại           | Không vượt qua vòng loại           | Không vượt qua vòng loại           | Không vượt qua vòng loại           | Không vượt qua vòng loại           | Không vượt qua vòng loại           | Không vượt qua vòng loại           |
| 1968      | Vòng bảng                          | 14th                               | 3                                  | 0                                  | 1                                  | 2                                  | 4                                  | 9                                  |
| 1972      | Không vượt qua vòng loại           | Không vượt qua vòng loại           | Không vượt qua vòng loại           | Không vượt qua vòng loại           | Không vượt qua vòng loại           | Không vượt qua vòng loại           | Không vượt qua vòng loại           | Không vượt qua vòng loại           |
| 1976      | Bỏ cuộc                            | Bỏ cuộc                            | Bỏ cuộc                            | Bỏ cuộc                            | Bỏ cuộc                            | Bỏ cuộc                            | Bỏ cuộc                            | Bỏ cuộc                            |
| 1980      | Vòng bảng                          | 13th                               | 3                                  | 0                                  | 1                                  | 2                                  | 2                                  | 5                                  |
| 1984      | Không vượt qua vòng loại           | Không vượt qua vòng loại           | Không vượt qua vòng loại           | Không vượt qua vòng loại           | Không vượt qua vòng loại           | Không vượt qua vòng loại           | Không vượt qua vòng loại           | Không vượt qua vòng loại           |
| 1988      | Vòng bảng                          | 15th                               | 3                                  | 0                                  | 0                                  | 3                                  | 1                                  | 8                                  |
| Tổng cộng | 3 lần vòng bảng                    | 3/19                               | 9                                  | 0                                  | 2                                  | 7                                  | 7                                  | 22                                 |

### Đại hội Thể thao châu Phi
- (Nội dung thi đấu dành cho cấp đội tuyển quốc gia cho đến kỳ Đại hội năm 1987)

| Năm       | Thành tích               | Số trận                  | Thắng                    | Hòa                      | Thua                     | Bàn thắng                | Bàn thua                 |                          |
| --------- | ------------------------ | ------------------------ | ------------------------ | ------------------------ | ------------------------ | ------------------------ | ------------------------ | ------------------------ |
| 1965      | Không vượt qua vòng loại | Không vượt qua vòng loại | Không vượt qua vòng loại | Không vượt qua vòng loại | Không vượt qua vòng loại | Không vượt qua vòng loại | Không vượt qua vòng loại | Không vượt qua vòng loại |
| 1973      | Huy chương vàng          | 5                        | 4                        | 1                        | 0                        | 14                       | 7                        |                          |
| 1978      | Huy chương bạc           | 5                        | 2                        | 2                        | 1                        | 4                        | 2                        |                          |
| 1987      | Không vượt qua vòng loại | Không vượt qua vòng loại | Không vượt qua vòng loại | Không vượt qua vòng loại | Không vượt qua vòng loại | Không vượt qua vòng loại | Không vượt qua vòng loại | Không vượt qua vòng loại |
| Tổng cộng | 1 lần huy chương vàng    | 0                        | 0                        | 0                        | 0                        | 0                        | 0                        |                          |

## Kết quả thi đấu

### 2024
| 8 tháng 1 Giao hữu | Guinée                          | 2–0      | Nigeria | Abu Dhabi, UAE                     |  |
| 16:00 UTC+4        | - Ag. Camara 15' - F. Conté 65' | Chi tiết |         | Sân vận động: Sân vận động Baniyas |  |

| 14 tháng 1 Bảng A CAN 2023 | Nigeria     | 1–1      | Guinea Xích Đạo | Abidjan, Bờ Biển Ngà                                                                                 |  |
| 14:00                      | Osimhen 38' | Chi tiết | Salvador 36'    | Sân vận động: Sân vận động Alassane Ouattara Lượng khán giả: 8,500 Trọng tài: Abongile Tom (Nam Phi) |  |

| 18 tháng 1 Bảng A CAN 2023 | Bờ Biển Ngà | 0–1      | Nigeria                    | Abidjan, Bờ Biển Ngà                                                                                      |  |
|                            |             | Chi tiết | - Troost-Ekong 55' (ph.đ.) | Sân vận động: Sân vận động Alassane Ouattara Lượng khán giả: 49,517 Trọng tài: Mustapha Ghorbal (Algérie) |  |

| 22 tháng 1 Bảng A CAN 2023 | Guiné-Bissau | 0–1      | Nigeria               | Abidjan, Bờ Biển Ngà                                                                                         |  |
|                            |              | Chi tiết | - Sanganté 36' (l.n.) | Sân vận động: Sân vận động Felix Houphouet Boigny Lượng khán giả: 15,650 Trọng tài: Bouchra Karboubi (Maroc) |  |

| 27 tháng 1 Vòng 16 đội CAN 2023 | Nigeria            | 2–0      | Cameroon | Abidjan, Bờ Biển Ngà                                                                                       |  |
|                                 | - Lookman 36', 90' | Chi tiết |          | Sân vận động: Sân vận động Felix Houphouet Boigny Lượng khán giả: 22,085 Trọng tài: Redouane Jiyed (Maroc) |  |

| 2 tháng 2 Tứ kết CAN 2023 | Nigeria       | 1–0      | Angola | Abidjan, Bờ Biển Ngà                                                                                  |  |
|                           | - Lookman 41' | Chi tiết |        | Sân vận động: Sân vận động Felix Houphouet Boigny Lượng khán giả: 18,757 Trọng tài: Issa Sy (Sénégal) |  |

| 7 tháng 2 Bán kết CAN 2023                         | Nigeria                    | 1–1 (s.h.p.) (4–2 p)                    | Nam Phi               | Bouaké, Bờ Biển Ngà                                                                  |  |
| 17:00                                              | - Troost-Ekong 67' (ph.đ.) | Chi tiết                                | - Mokoena 90' (ph.đ.) | Sân vận động: Sân vận động Paix Lượng khán giả: 31,227 Trọng tài: Amin Omar (Ai Cập) |  |
|                                                    |                            | Loạt sút luân lưu                       |                       |                                                                                      |  |
| - Moffi - Omeruo - Aina - Troost-Ekong - Iheanacho |                            | - Mokoena - Mayambela - Makgopa - Mvala |                       |                                                                                      |  |

| 11 tháng 2 Chung kết CAN 2023 | Nigeria            | 1–2      | Bờ Biển Ngà               | Abidjan, Bờ Biển Ngà                                                                                     |  |
| 20:00                         | - Troost-Ekong 38' | Chi tiết | - Kessié 62' - Haller 81' | Sân vận động: Sân vận động Alassane Ouattara Lượng khán giả: 57,094 Trọng tài: Dahane Beida (Mauritanie) |  |

| 22 tháng 3 Giao hữu | Nigeria                             | 2–1      | Ghana                | Marrakech, Maroc                                                       |  |
| 15:00 UTC±0         | - Dessers 38' (ph.đ.) - Lookman 84' | Chi tiết | - Ayew 90+5' (ph.đ.) | Sân vận động: Sân vận động Marrakech Trọng tài: Rédouane Jiyed (Maroc) |  |

| 26 tháng 3 Giao hữu | Nigeria | 0–2      | Mali                         | Marrakech, Maroc                                                      |  |
| 19:00 UTC±0         |         | Chi tiết | - Touré 18' - K. Doumbia 87' | Sân vận động: Sân vận động Marrakech Trọng tài: Samir Guezzaz (Maroc) |  |

| 7 tháng 6 Vòng loại FIFA World Cup 2026 | Nigeria            | 1–1      | Nam Phi     | Uyo, Nigeria                                                                         |  |
| 20:00 UTC+1                             | - Dele-Bashiru 46' | Chi tiết | - Zwane 29' | Sân vận động: Sân vận động Godswill Akpabio Trọng tài: Alhadi Allaou Mahamat (Tchad) |  |

| 10 tháng 6 Vòng loại FIFA World Cup 2026 | Bénin                          | 2–1      | Nigeria        | Abidjan, Bờ Biển Ngà                                                        |  |
| 16:00 UTC±0                              | - J. Dossou 37' - Mounié 45+3' | Chi tiết | - Onyedika 27' | Sân vận động: Sân vận động Houphouet Boigny Trọng tài: Pierre Atcho (Gabon) |  |

| 2 tháng 9 Vòng loại CAN 2025 | Nigeria | v | Bénin |  |  |
|                              |         |   |       |  |  |

| 6 tháng 9 Vòng loại CAN 2025 | Rwanda | v | Nigeria |  |  |
|                              |        |   |         |  |  |

| 11 tháng 10 Vòng loại CAN 2025 | Nigeria | v | Libya |  |  |
|                                |         |   |       |  |  |

| 15 tháng 10 Vòng loại CAN 2025 | Libya | v | Nigeria |  |  |
|                                |       |   |         |  |  |

| 11 tháng 11 Vòng loại CAN 2025 | Bénin | v | Nigeria |  |  |
|                                |       |   |         |  |  |

| 15 tháng 11 Vòng loại CAN 2025 | Nigeria | v | Rwanda |  |  |
|                                |         |   |        |  |  |

## Đội hình hiện tại
Đây là đội hình tham dự CAN 2023.
Số liệu thống kê tính đến 11 tháng 1 năm 2024 sau trận gặp Bờ Biển Ngà.
| Số | VT | Cầu thủ             | Ngày sinh (tuổi)  | Trận | Bàn | Câu lạc bộ           |
| -- | -- | ------------------- | ----------------- | ---- | --- | -------------------- |
|    | TM | Francis Uzoho       | 28 tháng 10, 1998 | 35   | 0   | Omonia               |
|    | TM | Stanley Nwabili     | 10 tháng 6, 1996  | 9    | 0   | Chippa United        |
|    | TM | Olorunleke Ojo      | 17 tháng 8, 1995  | 0    | 0   | Enyimba              |
|    |    |                     |                   |      |     |                      |
|    | HV | Kenneth Omeruo      | 17 tháng 10, 1993 | 67   | 1   | Kasımpaşa            |
|    | HV | Semi Ajayi          | 9 tháng 11, 1993  | 34   | 1   | West Bromwich Albion |
|    | HV | Chidozie Awaziem    | 1 tháng 1, 1997   | 31   | 1   | Boavista             |
|    | HV | Jamilu Collins      | 5 tháng 8, 1994   | 28   | 0   | Cardiff City         |
|    | HV | Calvin Bassey       | 31 tháng 12, 1999 | 23   | 0   | Fulham               |
|    | HV | Bright Osayi-Samuel | 31 tháng 12, 1997 | 14   | 0   | Fenerbahçe           |
|    | HV | Tyronne Ebuehi      | 16 tháng 12, 1995 | 12   | 0   | Empoli               |
|    | HV | Bruno Onyemaechi    | 3 tháng 4, 1999   | 5    | 0   | Boavista             |
|    | HV | Gabriel Osho        | 14 tháng 8, 1998  | 0    | 0   | Luton Town           |
|    | HV | Benjamin Tanimu     | 24 tháng 7, 2022  | 0    | 0   | Ihefu                |
|    |    |                     |                   |      |     |                      |
|    | TV | Alex Iwobi          | 3 tháng 5, 1996   | 76   | 10  | Fulham               |
|    | TV | Moses Simon         | 12 tháng 7, 1995  | 71   | 9   | Nantes               |
|    | TV | Wilfred Ndidi       | 16 tháng 12, 1996 | 53   | 0   | Leicester City       |
|    | TV | Frank Onyeka        | 1 tháng 1, 1998   | 24   | 1   | Brentford            |
|    | TV | Raphael Onyedika    | 19 tháng 4, 2001  | 5    | 0   | Club Brugge          |
|    | TV | Alhassan Yusuf      | 18 tháng 7, 2000  | 5    | 0   | Antwerp              |
|    | TV | Fisayo Dele-Bashiru | 6 tháng 2, 2001   | 1    | 0   | Hatayspor            |
|    |    |                     |                   |      |     |                      |
|    | TĐ | Kelechi Iheanacho   | 3 tháng 10, 1996  | 52   | 15  | Leicester City       |
|    | TĐ | Victor Osimhen      | 29 tháng 12, 1998 | 35   | 21  | Napoli               |
|    | TĐ | Ademola Lookman     | 20 tháng 10, 1997 | 19   | 5   | Atalanta             |
|    | TĐ | Umar Sadiq          | 2 tháng 2, 1997   | 11   | 1   | Real Sociedad        |
|    | TĐ | Taiwo Awoniyi       | 12 tháng 8, 1997  | 8    | 2   | Nottingham Forest    |
|    | TĐ | Cyriel Dessers      | 8 tháng 12, 1994  | 4    | 1   | Rangers              |
|    | TĐ | Nathan Tella        | 5 tháng 7, 1999   | 1    | 0   | Bayer Leverkusen     |

### Triệu tập gần đây
| Vt | Cầu thủ                        | Ngày sinh (tuổi)  | Số trận | Bt | Câu lạc bộ          | Lần cuối triệu tập             |
| -- | ------------------------------ | ----------------- | ------- | -- | ------------------- | ------------------------------ |
| TM | Adebayo Adeleye                | 17 tháng 5, 2000  | 1       | 0  | Hapoel Jerusalem    | 2023 Africa Cup of Nations PRE |
| TM | Christian Nwoke                | 27 tháng 10, 2000 | 0       | 0  | Sporting Lagos      | 2023 Africa Cup of Nations PRE |
| TM | Amas Obasogie                  | 27 tháng 12, 1999 | 0       | 0  | Bendel Insurance    | 2023 Africa Cup of Nations PRE |
| TM | Victor Sochima                 | 8 tháng 1, 1999   | 0       | 0  | Rivers United       | v. Sierra Leone, 18 June 2023  |
| TM | Chijioke Aniagboso             | 15 tháng 4, 2004  | 0       | 0  | Polissya Zhytomyr   | v. Guiné-Bissau, 28 March 2023 |
|    |                                |                   |         |    |                     |                                |
| HV | Ola Aina                       | 8 tháng 10, 1996  | 40      | 0  | Nottingham Forest   | 2023 Africa Cup of Nations     |
| HV | Zaidu Sanusi                   | 13 tháng 6, 1997  | 22      | 0  | Porto               | 2023 Africa Cup of Nations     |
| HV | William Troost-Ekong (đội phó) | 1 tháng 9, 1993   | 71      | 7  | PAOK                | 2023 Africa Cup of Nations     |
| HV | Kevin Akpoguma                 | 19 tháng 4, 1995  | 8       | 0  | 1899 Hoffenheim     | 2023 Africa Cup of Nations PRE |
| HV | Jordan Torunarigha             | 7 tháng 8, 1997   | 1       | 0  | Gent                | 2023 Africa Cup of Nations PRE |
| HV | Ebube Duru                     | 31 tháng 7, 1999  | 4       | 0  | Rivers United       | v. Sierra Leone, 18 June 2023  |
|    |                                |                   |         |    |                     |                                |
| TV | Joe Aribo                      | 21 tháng 7, 1996  | 34      | 2  | Southampton         | 2023 Africa Cup of Nations     |
| TV | Kelechi Nwakali                | 5 tháng 6, 1998   | 4       | 0  | Chaves              | 2023 Africa Cup of Nations PRE |
| TV | Peter Etebo                    | 9 tháng 11, 1995  | 45      | 3  | Free agent          | v. Sierra Leone, 18 June 2023  |
| TV | Divine Nwachukwu               | 25 tháng 5, 2003  | 0       | 0  | Bendel Insurance    | v. Sierra Leone, 18 June 2023  |
|    |                                |                   |         |    |                     |                                |
| TĐ | Ahmed Musa                     | 14 tháng 10, 1992 | 109     | 16 | Sivasspor           | 2023 Africa Cup of Nations     |
| TĐ | Samuel Chukwueze               | 22 tháng 5, 1999  | 36      | 5  | Milan               | 2023 Africa Cup of Nations     |
| TĐ | Paul Onuachu                   | 28 tháng 5, 1994  | 23      | 3  | Trabzonspor         | 2023 Africa Cup of Nations     |
| TĐ | Terem Moffi                    | 25 tháng 5, 1999  | 16      | 4  | Nice                | 2023 Africa Cup of Nations     |
| TĐ | Victor Boniface                | 23 tháng 12, 2000 | 5       | 1  | Bayer Leverkusen    | 2023 Africa Cup of Nations INJ |
| TĐ | Emmanuel Dennis                | 15 tháng 11, 1997 | 8       | 1  | İstanbul Başakşehir | 2023 Africa Cup of Nations PRE |

- INJ: Rút lui vì chấn thương.
- PRE: Đội hình sơ bộ.
- RET: Đã chia tay đội tuyển quốc gia.

### Kỷ lục
Tính đến 19 tháng 11 năm 2023
| #  | Tên cầu thủ      | Số trận | Bàn thắng | Thời gian thi đấu |
| -- | ---------------- | ------- | --------- | ----------------- |
| 1  | Ahmed Musa       | 109     | 16        | 2010–             |
| 2  | Vincent Enyeama  | 101     | 0         | 2002–2015         |
| 3  | Joseph Yobo      | 101     | 7         | 2001–2014         |
| 4  | John Obi Mikel   | 91      | 6         | 2006–2019         |
| 5  | Nwankwo Kanu     | 86      | 13        | 1994–2011         |
| 5  | Mudashiru Lawal  | 86      | 11        | 1975–1985         |
| 6  | Alex Iwobi       | 76      | 10        | 2015–             |
| 7  | Jay-Jay Okocha   | 73      | 14        | 1993–2006         |
| 8  | Stephen Keshi    | 68      | 9         | 1981–1998         |
| 9  | Peter Rufai      | 66      | 1         | 1983–1998         |
| 10 | Peter Odemwingie | 65      | 11        | 2002–2014         |

| #  | Tên cầu thủ       | Bàn thắng | Số trận | Hiệu suất | Thời gian thi đấu |
| -- | ----------------- | --------- | ------- | --------- | ----------------- |
| 1  | Rashidi Yekini    | 37        | 62      | 0.6       | 1983–1998         |
| 2  | Segun Odegbami    | 22        | 47      | 0.47      | 1976–1981         |
| 3  | Yakubu Aiyegbeni  | 21        | 58      | 0.36      | 2000–2012         |
| 3  | Victor Osimhen    | 21        | 35      | 0.71      | 2017–             |
| 5  | Ikechukwu Uche    | 19        | 46      | 0.41      | 2007–2014         |
| 6  | Obafemi Martins   | 18        | 42      | 0.43      | 2004–2015         |
| 7  | Samson Siasia     | 17        | 49      | 0.35      | 1984–1998         |
| 8  | Odion Ighalo      | 16        | 37      | 0.43      | 2015–             |
| 8  | Ahmed Musa        | 16        | 109     | 0.15      | 2010–             |
| 10 | Kelechi Iheanacho | 15        | 52      | 0.29      | 2015–             |